# Nemere István
Nemere István, Niedermayer (Pécs, 1944. november 8. – 2024. november 15.) magyar író, műfordító, eszperantista. Főleg sci-fi könyvei és paranormális jelenségekkel foglalkozó könyvei tették ismertté, de több más műfajban is publikált. Számos nyelven adták ki műveit, köztük portugálul,  koreaiul, perzsául és eszperantóul is. Az 1990-es években kétszer egymásután megválasztották a Nemzetközi PEN Club eszperantó csoportja elnökének, ennek alapján a Svéd Akadémiánál javaslatot tehetett valakinek irodalmi Nobel-díjra való jelölésére. A Magyar Írószövetségbe viszont nem vették fel. 
2019 októberében megjelent 723. és 724. könyve, ezzel átvette a világrekordot Barbara Cartlandtól, mint a legtöbb művet jegyző író. 80. születésnapjáig összesen 800 könyve jelent meg. Művei mintegy 11 millió példányban keltek el.

## Élete

### Szülei és családi háttere
Eredeti családneve Niedermayer. Szülei javarészt Veszprém és Somogy megyei falvakban éltek; apja körzeti orvosi munkát vállalt, anyja pedig a háztartást vezette. Szemészorvos apja nehéz sorsú családból származott, ezért a családban csak az ő taníttatását tudták fizetni. Nemere Istvánt apja csak születése után két évvel láthatta először, miután hazatért a hadifogságból. Anyja vagyonos családból származott, és a társadalmi, illetve korkülönbség miatt a család ellenezte a házasságot, amelyet azonban végül mégis megkötöttek. Az államosítás idején anyai ági rokonai elveszítették vagyonukat, és a kommunista rendszerben megtűrt személyek lettek. Nagyszülei Tihanyba költöztek.

### Fiatalkora
Nemere visszaemlékezései szerint szerette a falusi életmódot. Az iskolát viszont szenvedésként élte meg; nehezen viselte a tanintézet rendszerét és a tanórák többségét, csupán az irodalom- és földrajzórákat kedvelte. Már tizenévesen alkotott olyan írásokat, amik felkeltették tanárai figyelmét. A középiskolát a veszprémi Lovassy László Gimnáziumban végezte, de itt is nehézségei voltak a tantárgyak többségével. Negyedikben három tantárgyból is megbukott, ezért később pótérettségit kellett tennie. Rossz magaviselete miatt az iskola nem javasolta, hogy tovább tanuljon, így filmrendezői ambícióit kénytelen volt elvetni. A gimnáziumi évek alatt sajátította el az eszperantó nyelvet.

### Menekülés a munkába
1963-tól, az érettségi megszerzése után munkába állt, miután szülői nyomásra, kedvetlenül és sikertelenül próbálkozott azzal, hogy felvegyék a tanárképző főiskolára. Kezdetben gépgyári munkásként, majd erdészetben és könyvesboltban dolgozott. Budapesten töltötte le katonai szolgálatát. Ezután az Állami Térképészeti Hivatalnál dolgozott, majd boncsegéd lett, és boncolásokon is részt vett. Rövid ideig statisztaként dolgozott a Hunnia Filmgyárban.

### Lengyelország és házasság
1964 nyarán egy fiatal lengyel tanárnőnek és barátainak tolmácsolt eszperantó nyelven. A hölggyel közelebb kerültek egymáshoz, ezért elhatározta, hogy Lengyelországba látogat. 1966-ban feleségül is vette korábban megismert lengyel barátnőjét. 1967-ben megszületett lánya, Kinga. Mivel a feleségével otthon eszperantóul beszéltek, Kingának az eszperantó az egyik anyanyelve illetve családi nyelve lett. Nemere kezdeményezte és az első szervezők egyike volt az azóta évente megrendezésre kerülő eszperantó családok találkozójának (Renkontiĝo de Esperantistaj Familioj, REF), és ő volt az eléső szerkesztője az eszperantó családoknak szóló "Gepatra Bulteno" folyóiratnak is.
Öt és fél évig dolgozott a toruńi Kopernikusz Egyetem könyvtárában, de kezdetben szegényes lengyel szókinccsel kellett boldogulnia. Munkája mellett diplomáciai tolmácsként dolgozott, és megismerkedett az angol, német, francia, olasz, spanyol, orosz, szlovák és ukrán nyelv alapjaival is. Előadásokat tartott Magyarországról a lengyel érdeklődőknek.
Házassága válással végződött. Három évig albérletben lakott. Ekkor készítette első fordításait és novelláit, ezeket Magyarországra küldte és magyar újságokban publikálta.
1970-ben megpróbált nyugatra disszidálni, de a varsói repülőtéren feltartóztatták.
Új párt talált, aki zongoristaként dolgozott. Titokban könyvet írt Gagarinról, akiről úgy tartotta, hogy sosem járt a világűrben. 1972 januárjában lecsapott rá az SB (Służba Bezpieczeństwa; „Biztonsági Szolgálat” – a lengyel politikai titkosrendőrség), és közel 4000 oldalnyi magyar írást foglaltak le nála. Egy héttel később összeházasodott párjával.

### Újra Magyarországon – az írói karrier
A lengyel politikai hatóság folyamatosan vizsgálódott utána, de korábbi diplomácia kapcsolatainak köszönhetően a letartóztatást elkerülte. Végül még 1972-ben visszaszökött Magyarországra. Természetesen a magyar politikai titkosrendőrség is megfigyelés alatt tartotta, közel 13 évig feljegyzések készültek róla (bár erről Nemere akkor még nem tudott), de szabad mozgásában nem akadályozták. Írásaiban parapszichológiai témákat feszegetett, de a közlésre kiszemelt média vegyes lelkesedéssel fogadta műveit.
1972 őszén Esztergomban telepedett le, és beiratkozott az ELTE könyvtár szakára. 1975-ben diplomázott. 1972–1979 között másodállásban mint mentőápoló, könyvtáros és biztosítási ügynök dolgozott, majd 1980-tól szabadúszó és főállású író lett.
Az 1970-es években sikerült több újságnál is megjelentetni írásait. Első könyve (A rémület irányítószáma - krimiregény) 1974-ben jelent meg, amelyet egyre több követett. Kezdetben saját nevén publikált ifjúsági írásokat, de azután főleg tudományos-fantasztikus regényeket írt. Ezenkívül publikált még krimiket, kaland- és később társadalomlélektani regényeket is.
1980-ban A fantasztikus nagynéni címmel megjelent az első ifjúsági regénye, mellyel megindult a hírnév felé. 1981 óta már nem volt év, amikor ne jelentek volna meg Nemere-könyvek. A rejtélyes jelenségekkel, a történelem titkaival és az emberi képességekkel kapcsolatos paratudományos könyvei ellentmondásos visszhangra találtak, de ismertté tették a nevét. Később egyre gyakrabban írt írói álnév alatt, néha női néven is. Idősebb korában főleg történelmi témájú könyveket publikált, nem szokványos módon. Néhány évig egy tévécsatornánál interjú műsort vezetett. 2010-ben 411 ezer Nemere-kötet kelt el Magyarországon, 2011-ben pedig 380 ezer könyvét adták el.
1992-ben újra megnősült, feleségül vette Nemere Ilona újságírót, gasztronómiai szakírót. 2015-ig egy tanyán éltek az Alföldön.
2015-ben elvált és még abban az évben újranősült. Felesége Szentgyörgyi Judit volt, aki szintén regényírással foglalkozik. Nyíregyházára költöztek. 2019-ben házat vettek Tiszaeszlár Bashalom településrészében. Jól beilleszkedett a csendes falusi környezetbe, és folytatta az írást elhíresült mottója szerint:

„Minden áldott nap dolgozom, reggel öttől délután kettőig. Aztán elmegyek a kutyával sétálni, elolvasom az újságokat, délután pedig néha bekapcsolom a gépet másodjára is. Addig írok, amíg élek és addig élek, ameddig írok.”

2024. november 8-án a 80. születésnapja, és a 800. könyvének megjelenése alkalmából rendezett ünnepség után hirtelen rosszul lett, és szívinfarktussal kórházba szállították, ahol mélyaltatásba került, majd később elhunyt.

### A pusztító
Saját állítása szerint A pusztító című 1993-as film az ő 1986-os Holtak harca című művén alapul.

### Kapcsolata az eszperantóval
A 23 eszperantó nyelven megjelent könyve közül több is eredetileg eszperantóul készült, és csak utólag lett lefordítva magyarra.
1992-ben a nemzetközi Pen Club eszperantó szekciójának elnökévé választották, ezt a funkciót hét éven keresztül töltötte be, majd az újabb periódusban alelnökként segítette a szervezet munkáját.
Az első feleségével az eszperantó kapcsán ismerkedtek meg, és a Kinga nevű lányuk egyik anyanyelve az eszperantó volt.
Nemere volt a kezdeményezője és az egyik első szervezője az eszperantó családok évente megrendezett találkozójának (Renkontiĝo de Esperantista Familioj, REF), és ő volt az első szerkesztője az eszperantó családoknak szóló Gepatra Bulteno folyóiratnak is.
Nemere 23 eszperantó nyelvű könyve közül az első 1981-ben jelent meg Naŭa kanalo címmel, az utolsó pedig 2024-ben kétnyelvű, eszperantó-magyar verzióban: Ruza kiel vulpo.
2018-2019-ben eszperantó nyelven is megjelent Nemere nagy, 3-kötetes Magyarország története című krónikája, és vannak kiadatlan, eredeti eszperantó nyelvű novellái is, melyeket a Kulturális Eszperantó Szövetség nyelvtanulói számára írt.
Nemere kapcsolata az eszperantóval a pályafutása során végig fennmaradt, tagja volt a nyíregyházi Verda Stelo eszperantó egyesületnek, és rendszeresen dedikálta az eszperantó nyelvű könyveit is.

## Díjai
- 1982 A "Legjobb Európai Science-Fiction Író" cím – Európai Science-fiction Szövetség
- 1983 Az Év Könyve Jutalom – Svájc
- 1985 Az Év Könyve Jutalom – Olaszország

## Művei
Újságcikkeket leszámítva 2024. december 15-éig 801 könyve jelent meg, emellett számos könyvet fordított lengyelről.

## Álnevei
Könyvei felét különféle álneveken írta; 2017-ben saját honlapján 46 álnevét tünteti fel:
- Vanessa Wilmon
- Tihanyi István
- T. Moward
- Stewart Harrington
- Stuart Herrington
- Stuart Harrington
- Sir Steve Morton
- Steve Repton
- Steve Nording
- Stefanie Nordking
- Stefan Niemayer
- Pjotr Sztyepanovics Alihanov
- Oscar Welden
- Melissa Moretti
- Henry Hamilton
- Neil Omar Watson
- Nigel Forest
- Keira McKenzie
- Miranda Miller
- Klaus von Lottinge
- Paul Patrick
- Anton de Saint-Etienne
- Lilly Seymour
- Palma Patton
- Mack Maloney
- Alissa Altamira
- Norbert Dax
- Salome Al-Saffin
- Richard Stone
- Richard Haack
- Maria Messina
- Raymond Darieni
- Vitéz Miklós
- Kiss-Béry Miklós
- R. C. Smith
- Daniel Florion
- Robert Repton
- Kovács Gergely István
- Jean-Paul Leblanc
- Falvai Róbert
- Angela Preston
- Angelo Totti
- Bíró Dániel